# Faustin Besson
Pour les articles homonymes, voir Besson.
Faustin Besson, né le 15 mars 1821 à Dole et mort à Paris 8e le 28 février 1882, est un peintre français.

## Biographie
Né dans le Jura, à Dole, Faustin Besson commence sa formation dans l’atelier de son père, le sculpteur Jean Séraphin Désiré Besson, premier conservateur du musée municipal de Dole, et directeur de l'école gratuite de dessin, où il enseigne aussi l'architecture, la peinture et la sculpture. Il entre à l’École des beaux-arts de Paris en 1840 sous la direction de Guillaume Descamps et d'Adolphe Brune, tout en suivant l’atelier du bisontin Jean Gigoux. Sa carrière est marquée par une rapide ascension dans le milieu artistique parisien, particulièrement après l’avènement du Second Empire où son style virtuose rencontre une adhésion forte dans les cercles officiels. Il connaîtra à ce titre une intense activité de décorateur auprès de la grande aristocratie parisienne, répondant aussi aux prestigieuses commandes impériales de Napoléon III (les Tuileries, Saint-Cloud).
Besson réalise de nombreuses scènes rurales dans la lignée de Jean-François Millet, mais aussi la décoration de la chambre de Napoléon III au palais des Tuileries, un plafond d'une pièce de l'ancien hôtel de Jean Charpentier au 76 rue du Faubourg-Saint-Honoré à Paris et de nombreux pastiches dans le style du XVIIIe siècle alors à la mode. On lui doit aussi un plafond dans l'hôtel particulier de son ami le docteur Barré, à Thouars (Deux-Sèvres), devenu le musée Henri-Barré.
Il est fait chevalier de la Légion d'honneur en 1865.

## Collections publiques

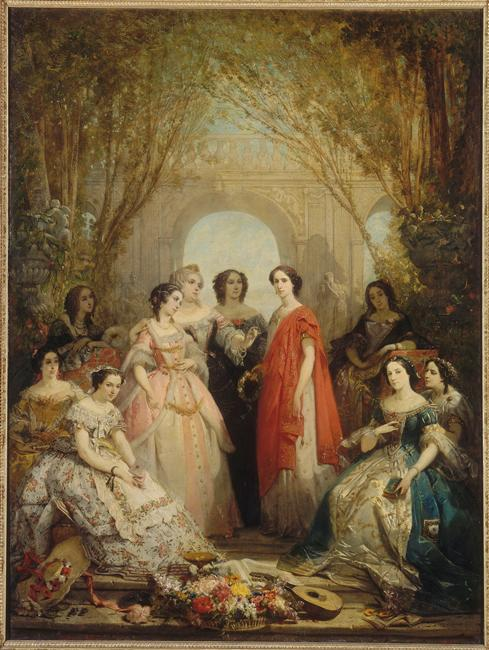
Les Dames sociétaires de la Comédie française en 1855 (1855), musée national du château de Versailles et des Trianons.

- Besançon, Musée des beaux-arts de Besançon : Les Glaneuses, 1842
- Compiègne, Musée national du château de Compiègne :
  - Le Concert, huile sur bois[5],
  - Le Récit captivant, huile sur toile[6]
  - Les Trois Grâces, huile sur toile[7]
- Dijon, musée des beaux-arts de Dijon : Conversation dans un parc, huile sur toile, 140 x 110 cm
- Dijon, musée Magnin :
  - La Femme au chat, graphite, lavis, encre brune, encre noire, gouache blanche sur papier[8]
  - Un Jour d'été, huile sur bois[9]
- Dole, Musée des beaux-arts de Dole :
  - Autoportrait, vers 1865-1867, huile sur toile[10]
  - Esquisse de plafond, huile sur bois[11]
  - Flore envoyant sur la Terre la rose de la Malmaison (esquisse), vers 1853, huile sur bois[12]
  - La Fuite en Égypte, vers 1850, huile sur bois[13]
  - La Jeunesse de Lantara, 1849, huile sur toile[14]
  - Le Petit vendeur de fruits, esquisse, huile sur bois[15],
  - Le Petit vendeur de fruits, huile sur toile[16]
  - Le Prélude, 1843, huile sur toile[17]
  - Portrait de Jean Séraphin Désiré Besson, huile sur toile[18]
  - Portrait de Jean-Séraphin Besson, père de l'artiste, vers 1861-1864, huile sur toile[19]
  - Portrait de Mme Faustin Besson, vers 1865-1867, huile sur toile[20]
- Grenoble, musée de Grenoble : Portrait du docteur Bordier, huile sur bois (MG 1927)
- Paris, église Saint-Eustache, chapelle sainte Madeleine : Les anges au tombeau de sainte Madeleine
- Rodez, musée des beaux-arts Denys-Puech : Ruth et Booz, 1857
- Vendôme, Musée de Vendôme : La Lecture de la lettre, huile sur toile[21]
- Versailles, Musée national du château de Versailles et des Trianons : Les Dames sociétaires de la Comédie française en 1855, 1855, huile sur toile[22]

## Expositions
- Du 17 octobre au 21 décembre 1997, musée des beaux-arts de Dole, « Faustin Besson »